# Nae meorisokui jiwoogae
Nae meorisokui jiwoogae es una película surcoreana de 2004 basada en la telenovela japonesa de 2001 Pure Soul. Está protagonizada por Son Ye-jin y Jung Woo-sung.
Nae meorisokui jiwoogae trata acerca del Alzheimer y las consecuencias que su descubrimiento tiene en la relación de una pareja. La película fue estrenada oficialmente el 5 de noviembre de 2004 en Corea del Sur.

## Sinopsis
El primer segmento de la película presenta a los protagonistas, una mujer llamada Su Jin y un hombre llamado Chul Soo. La película pone de relieve su encuentro accidental, seguido de su posterior cortejo a pesar de las posiciones sociales que debería haberlos mantenido separados. Kim Su-Jin es una diseñadora de moda de 27 años de edad, rechazada por su amante, un colega que también era un hombre casado. Deprimida va a una tienda de conveniencia, donde se tropieza con un hombre alto y guapo, con quién tiene un pequeño malentendido. Después de eso, ella regresa a casa y recibe el perdón de su padre, desde allí decide empezar una nueva vida.
Un día, mientras acompaña a su padre, capataz de una obra en construcción, casualmente se encuentra con el hombre con quién había chocado en la tienda. Él es Choi Chul-soo, jefe de la obra, quien pretende convertirse en un arquitecto. Chul-soo puede aparecer como un trabajador de la construcción rugoso y sucio al principio, pero rezuma masculinidad pura en su forma física más básica. A Su-Jin al instante le gusta Chul-Soo, lo que es un cambio refrescante. Hay muchos eventos dulces que tienen lugar en la aparición de su noviazgo, que finalmente llevan a su matrimonio.
El segundo segmento sigue a la pareja establecerse en la vida de casados. Su-Jin aprende a ser un ama de casa mientras su marido se preocupa por ella. Sin embargo, Su-Jin empieza a mostrar falta de memoria, incluyendo un incidente de un incendio a causa de una estufa y Chul-Soo es atrapado por el fuego. Así aparece la gravedad de este incidente y otros similares que les hicieron ir a buscar ayuda médica.
El tercer segmento  involucra la revelación de la enfermedad de Alzheimer y la consecuente respuesta de la pareja a la misma. Su-Jin es una pesada carga de conocimientos que se olvidará de su marido y lo esconde de él hasta que él busca el consejo del propio médico. A pesar de la enfermedad, hacen que el compromiso de permanecer juntos y que la enfermedad progresa, los ensayos de la pareja pasan por aumento debido a la pérdida constante de Su-Jin de la memoria.
El cuarto segmento revela a Su-Jin, en las etapas finales de la enfermedad y las experiencias de duelo de Chul-Soo gracias a él. Sin embargo, se mantiene a su lado, a pesar de su memoria perdida, ocultando sus ojos tras las gafas de sol cuando la visita para que no pueda ver sus lágrimas. El final de la película termina con Chul-Soo reproducción de la primera vez que se reunieron en la tienda de conveniencia con todos sus amigos y familia allí. En la escena final, Su-jin está montando junto a su marido en el coche y finalmente puede decirle “Te amo”.

## Elenco

### Personajes principales
- Son Ye-jin como Su-jin.
- Jung Woo-sung como Cheol-su.
- Baek Jong-hack como Seo Yeong-min.

### Otros personajes
- Oh Kwang-rok como un vagabundo en la estación.

## Premios y nominaciones
- 2005 Grand Bell - Premio al Mejor Guion, adaptación - Kim Yong-ha, H. Lee Jong.

## Nuevas Versiones
El 22 de octubre de 2008 se informó que CBS Films ha adquirido los derechos para un remake estadounidense. Susannah Grant se une a escribir el guion. Fue nominada a un Premio Óscar por Erin Brockovich.

## Trivia
El 2008 la película de Bollywood "U Me Aur Hum" se inspiró en esta película en la que las ofertas de protagonista femenina con la enfermedad de Alzheimer y su marido se encuentra junto a ella.